# Атирсон
Атирсон Маццоли де Оливейра (порт.-браз. Athirson Mazzoli e Oliveira; 16 января 1977, Рио-де-Жанейро, Бразилия) — бразильский футболист, защитник. Выступал за сборную Бразилии.

## Клубная карьера
Атирсон родился в Рио-де-Жанейро и большую часть своей ранней карьеры играл во «Фламенго». Он покорил красно-чёрных болельщиков, закрепившись на позиции левого защитника клуба, оставив Жилберто на скамейке запасных. В начале 1998 года он был отдан в аренду в «Сантос», но в том же году вернулся во «Фламенго». После положительного теста на допинг в 2000 году он был дисквалифицирован на 29 дней.
В 2001 году он отклонил предложение «Барселоны» и подписал контракт с итальянским «Ювентусом». Он сыграл за клуб всего пять матчей в чемпионате, не забив ни одного гола. С приходом нового тренера Марчелло Липпи, Атирсон не играл ни в одной официальной встрече, и поэтому в феврале 2002 года «Ювентус» отдал его в аренду во «Фламенго». В октябре 2003 года контракт был расторгнут.
В 2004 году Атирсон провёл пять месяцев в московском ЦСКА, но на поле так и не вышел. Атирсон был приобретён леверкузенским «Байером» вместе с другим бразильцем Роке Жуниором. Затем он подписал шестимесячный контракт с «Ботафого», но 4 октября 2007 года его контракт с командой был расторгнут, после того как он сыграл всего семь матчей за клуб.
22 февраля 2008 года он подписал однолетний контракт с «Бразильенсе», однако уже в сентябре 2008 года Атирсон подписал контракт с «Португеза Деспортос». 26 апреля 2009 года защитник подписал контракт с «Крузейро».
Атирсон получил предложение от бразильской «Америки» после того, как его контракт с «Португеза Деспортос» истёк 31 декабря 2010 года. В 2011 году он подписал контракт с «Дуки-ди-Кашиас» на матч в бразильской Серии B, но был освобождён во время соревнований. 6 октября 2011 года он подписал контракт с бразильским мини-футбольным клубом «Прожекта», базирующимся в Эспириту-Санту.

## Международная карьера
Атирсон вместе с молодёжной сборной Бразилии до 20 лет играл на молодёжном чемпионате мира 1997 года, где Бразилия оступилась в четвертьфинале, проиграв Аргентине 0:2. Он сыграл 14 матчей и забил два гола за Олимпийскую сборную, с которой выступал на летних Олимпийских играх 2000 года. В 1999 году Атирсон дебютировал за сборную Бразилии в матче Кубка конфедераций 1999 против Новой Зеландии. В общей сложности сыграл пять матчей за сборную Бразилии.

## Тренерская карьера
После завершения карьеры футболиста, Атирсон решил стать тренером, и в 2015 году возглавил «Сан-Кристован», выступающий в низших дивизионах чемпионата Кариока. В конце 2015 года он стал тренером клуба «Фламенго Терезина». В октябре 2018 года Атирсон был назначен тренером Гойтаказа.

## Достижения
«Фламенго»
- Обладатель Золотого кубка: 1996
- Обладатель Кубка Меркосур: 1999
- Обладатель Трофея Рио: 2000
- Обладатель Кубка Гуанабара: 1999, 2004
- Чемпион штата Рио-де-Жанейро: 1999, 2000

«Сантос»
- Обладатель Кубка КОНМЕБОЛ: 1998

«Ювентус»
- Чемпион Италии: 2001/02

«Крузейро»
- Чемпион штата Минас-Жерайс: 2009

Сборная Бразилии
- Финалист Кубка конфедераций: 1999